# Igorlied

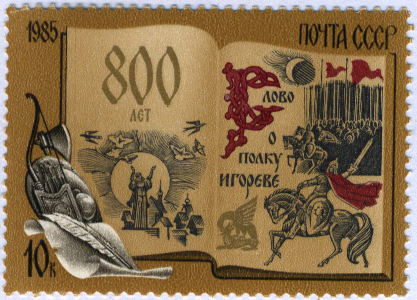
Sowjetische Briefmarke zum 800. Jahrestag des Feldzugs, 1985

Das Igorlied (teilweise auch: Igor-Lied; Altostslawisch Слово о плъку Игоревѣ Slovo o plŭku Igorevě; modernes Russisch Слово о полку Игореве Slowo o polku Igorewe, ukrainisch Слово о полку Ігоревім; wörtlich „Lied von der Heerfahrt Igors“) ist ein anonymes, mittelalterliches Epos der Rus.

## Hauptteil
Es behandelt den im Jahre 1185 unternommenen missglückten Feldzug des Fürsten der Kiewer Rus Igor Swjatoslawitsch von Nowgorod-Sewersk gegen die Polowzer Fürsten, was ihn in Gefangenschaft brachte, aus der er jedoch entkam. Das Igorlied beklagt die Uneinigkeit der Russen und das Fehlen eines zentralen Herrschers. Dazu ein oft zitierter Auszug aus dem Igorlied: „Es ist schwierig für den Kopf / ohne Schulter zu sein. / Aber es ist genauso ein Unglück / für den Leib, ohne Kopf zu sein.“
Die Dichtung ist mit 218 Strophen nicht sehr umfangreich. Das Manuskript wurde 1795 entdeckt, als der Gutsbesitzer Alexei Iwanowitsch Mussin-Puschkin es den Mönchen des Klosters in Jaroslawl mit anderen Manuskripten abkaufte. Er fertigte für Katharina die Große eine Abschrift an und veröffentlichte das Lied 1800 mit Hilfe der Paläographen Alexei Malinowski und Nikolai Bantysch-Kamenski. Die einzige erhaltene Originalhandschrift verbrannte während Napoleons Invasion 1812 beim großen Brand von Moskau mit der Bibliothek von Mussin-Puschkin. Im 19. Jahrhundert wurde das Werk vor allem in Osteuropa populär, aber auch in Deutschland, wo es unter anderem von Rainer Maria Rilke übersetzt wurde. Alexander Borodins Oper Fürst Igor mit den berühmten Polowetzer Tänzen basiert auf dem Igorlied.
Der mittelalterliche Ursprung des Igorlied wurde früher und wird zum Teil noch heute von einigen Forschern angezweifelt. Ein wichtiger Punkt ist dabei das Verhältnis zum Epos von der Schlacht am Don, mit dem es Textteile gemeinsam hat. So vertrat beispielsweise Walter Schamschula die Ansicht, dass es sich beim Igorlied Text um eine am Ende des 18. Jahrhunderts manipulierte Version des Epos’ von der Schlacht am Don handle. Mittlerweile ist die Echtheit aber mit an Sicherheit grenzender Wahrscheinlichkeit nachgewiesen, insbesondere durch die linguistischen Untersuchungen von Andrei  Salisnjak.
Manche Motive des Igorliedes sind offenbar kumanischen („Polowzer“) oder skythischen Ursprungs, so z. B. das Ausschütten von weißen und schwarzen Steinchen aus dem Köcher des Verstorbenen als Anzeiger seiner guten und bösen Taten.

## Auszug aus dem Igorlied

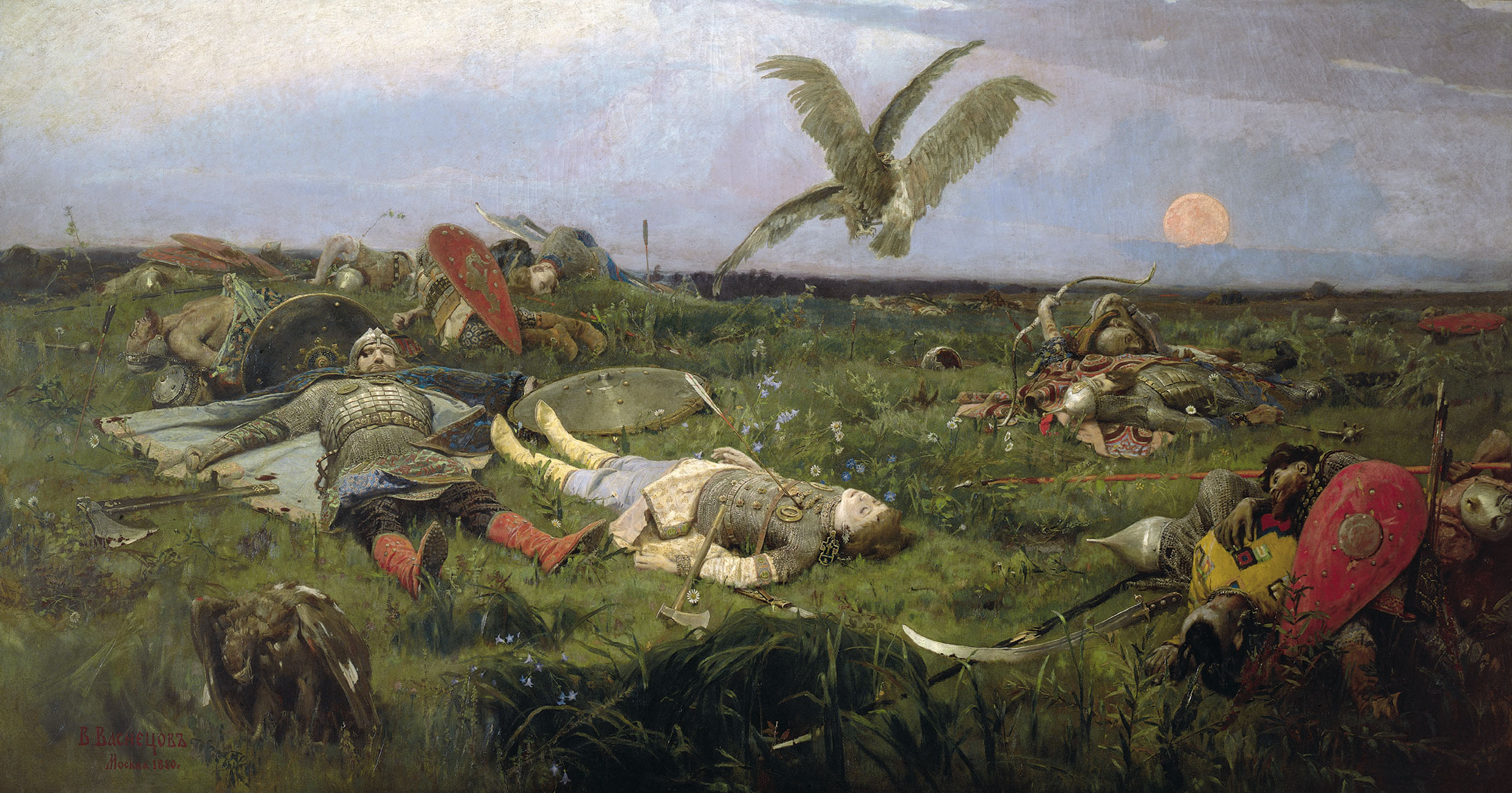
Fürst Igors Niederlage gegen die Polowzer/Kyptschaken, Gemälde von Wiktor Wasnezow

Igor schaute hinauf zur hellen Sonne,

und sah all seine Krieger

eingehüllt in Dunkelheit.

Und Igor sprach zu seiner Druschina:

„Brüder und Krieger!

Besser ist es in der Schlacht zu fallen,

als in Gefangenschaft zu darben.

Lasst uns unsere schnellen Pferde besteigen, Brüder!

Lasst uns den blauen Fluss Don sehen.“

Und Igors Geist wurde von Eifer ergriffen.

Und die Begierde aus dem großen Fluss Don zu trinken

verbarg die bösen Omen vor ihm.

Und so sprach er:

„Ich möchte die Lanze an der Grenze der Polowzer brechen.

Ich möchte, oh meine Russen,

entweder mit euch Don-Wasser aus meinem Helm trinken,

oder dort meinen Kopf lassen.“

Oh Bojan, Nachtigall von einst!

Wenn du vom Ruhme des russischen Feldzugs singen würdest,

wie eine Nachtigall würdest du über den Baum der Weisheit fliegen,

dein Geist würde hoch über den Wolken fliegen

und vom Ruhm dieser Zeiten künden.

Du würdest auf dem Pfad von Trojan wandeln,

über die Ebenen und Berge.

Und der Enkel von Wolos

würde Igors Lied singen:

„Nicht ein Sturm ist es, der trieb

die Falken über die Ebenen.

Es ist ein Schwarm Wildenten,

der in Richtung des großen Flusses Don zieht.“

Oder du, Seher Bojan, Enkel des Wolos, würdest singen:

„Streitrösser schnauben hinter dem Fluss Sula.

Ruhm widerhallt in der Stadt Kiew.

Fanfaren erschallen in der Stadt Nowgorod.

Banner wehen über der Stadt Putiwl.“

## Werkausgaben
- Das Lied von der Heerschaar Igorj's. Abdruck der Editio Princeps nebst altslovenischer Transscription und Commentar. Hrsg. von Dr. Rudolf Abicht. Verlag v. Raimund Gerhard, Leipzig 1895; HathiTrust.
- Das Igorlied, metrisch und sprachlich bearbeitet von Eduard Sievers (= Berichte über die Verhandlungen der Sächsischen Akademie der Wissenschaften zu Leipzig. Philologisch-historische Klasse; Bd. 78. 1926, H. 1). Hirzel, Leipzig 1926, DNB 36824072X.
- Das Igor-Lied: eine Heldendichtung. Der altrussische Text mit der Übertragung von Rainer Maria Rilke und der neurussischen Prosafassung von D. S. Lichatschow  (= Insel-Bücherei, Nr. 689). Insel, Leipzig 1960 (weitere Auflagen 1978, 1985 u. Frankfurt a. M. 1989, ISBN 3-458-08689-7).
- Das Lied von der Heerfahrt Igors. Deutsche Übersetzung von Harald Raab. In: Helmut Graßhoff u. a.: O Bojan, du Nachtigall der alten Zeit. Sieben Jahrhunderte altrussischer Literatur. Heinrich Scheffler, Frankfurt am Main 1965.
- Medieval Russian Epics, Chronicles, and Tales: Revised Edition von Serge A. Zenkovsky. Meridian, New York 1974, ISBN 0-452-01086-1 (englisch).
- Das Lied von der Heerfahrt Igor’s. Aus dem altrussischen Urtext übersetzt, eingeleitet und erläutert von Ludolf Müller (= Quellen und Studien zur russischen Geistesgeschichte; Bd. 8). Wewel, München 1989, ISBN 3-87904-106-7.
- Slovo o Polku Igoreve, Igorja, syna Svjateslavlja, vnuka Ol'gova. Pesnja ab pachodze Ihara. The Lay Of The Warfare Waged By Igor, Son Of Svyatoslav, Grandson Of Oleg. Illustrated by Pavel Tatarnikov. Translated from Old Russian into Belarusian by Yanka Kupala, translated from Old Russian into English by Irina Petrova. Preface by Anatol Butevich. Kavaler Pablischers, Minsk 2003, ISBN 985-6427-68-1 (altruss., belaruss., englisch).